# Clepsimacha eriocrossa
Clepsimacha eriocrossa är en fjärilsart som beskrevs av Edward Meyrick 1934. Clepsimacha eriocrossa ingår i släktet Clepsimacha och familjen stävmalar. Inga underarter finns listade i Catalogue of Life.